# Vic DiCara
Vic DiCara (...) è un chitarrista statunitense noto per aver militato in 108, Beyond, Burn, Inside Out, Shelter.

## Discografia

### Con i Beyond
- No Longer at Ease 1989 (Combined Effort)
  - pubblicato nuovamente nel 1999, con dei contenuti bonus, dalla Some Records

### Con gli Inside Out
- No Spiritual Surrender 1990 (Revelation Records)

### Con i 108
- Holyname 1994 (Equal Vision Records)
- Songs of Separation 1995 (Equal Vision Records)
- N.Y.H.C. Documentary Soundtrack 1996 (SFT Records)
- Threefold Misery 1996 (Lost & Found Records)
- One Path For Me Through Destiny 1997 (Caroline) - live album recorded in 1996
- Creation. Sustenance. Destruction. 2006 (Equal Vision Records)
- Oneoeight Demo 2006 (self released)
- A New Beat from a Dead Heart 2007 (Deathwish Inc.)

### Con i Burn
- Cleanse 2001 (Equal Vision Records)